# Cyrtodactylus thuongae
Espèce
Cyrtodactylus thuongae est une espèce de geckos de la famille des Gekkonidae.

## Répartition
Cette espèce est endémique de la province de Tây Ninh au Viêt Nam.

## Étymologie
Cette espèce est nommée en l'honneur de Thuong Thi Lien Nguyen.

## Publication originale
- Phung, Van Schingen, Ziegler & Nguyen, 2014 : A third new Cyrtodactylus (Squamata: Gekkonidae) from Ba Den Mountain, Tay Ninh Province, southern Vietnam. Zootaxa, no 3764 (3), p. 347–363.